# Alexander Siddig

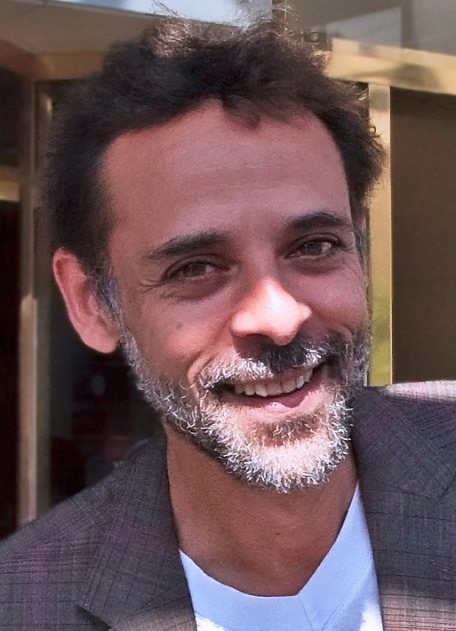
Alexander Siddig (2009)

Alexander Siddig (* 21. November 1965 in Omdurman, Sudan) ist ein sudanesisch-britischer Schauspieler, wohnhaft in England. Seine bisher bekannteste Rolle hatte Siddig als Dr. Julian Bashir in der US-Science-Fiction-Serie Star Trek: Deep Space Nine (1993–1999).

## Leben
Im Sudan ist es üblich, dass Kinder statt eines Nachnamens jeweils die Namen der Vorfahren und des eigenen Vaters erhalten, was über die Generationen zu sehr langen Namen führt. Sein vollständiger Name ist Siddig El Tahir El Fadil El Siddig Abderahman Mohammed Ahmed Abdel Karim El Mahdi. Seine Mutter ist Engländerin und die Schwester von Malcolm McDowell, sein Vater, ein Bruder des ehemaligen sudanesischen Premierministers Sadiq al-Mahdi, ist Sudanese, Siddig ist der Ur-Urenkel des Mahdi Muhammad Ahmad, einer zentralen Figur in der Geschichte Sudans und der islamischen Welt.
Alexander Siddig wuchs in Großbritannien auf, wo er ein Jahr lang die London Academy of Music and Dramatic Art besuchte. Er nannte sich ursprünglich nur „Siddig“, musste sich aber in „Siddig el Fadil“ umbenennen, als er nach England zog. Später benannte er sich in „Alexander Siddig“ um, da der Name „el Fadil“ von kaum jemandem richtig ausgesprochen wurde, so Siddig.
1990 erhielt Siddig erste Rollenangebote und wirkte in der Miniserie The Big Battalions und dem Fernsehfilm A Dangerous Man: Lawrence After Arabia mit. In letzterem hatte er an der Seite von Ralph Fiennes eine Hauptrolle, die den Produzenten Rick Berman auf ihn aufmerksam machte, welcher ihn 1992 für die Science-Fiction-Serie Star Trek: Deep Space Nine verpflichtete.
Im Juni 1997 heiratete Siddig seine Star-Trek-Schauspielkollegin Nana Visitor. Die Ehe wurde im April 2001 geschieden.  Siddig und Visitor haben einen gemeinsamen Sohn.
Nach Deep Space Nine war Siddig regelmäßig in Nebenrollen in Kinofilmen wie Vertical Limit (2000), Die Herrschaft des Feuers (2002) und Syriana (2005) und in Gastrollen in Fernsehserien wie 24, Gotham und Game of Thrones zu sehen.

## Filmografie (Auswahl)
Filme und Serien
- 1987: Sammy und Rosie tun es (Sammy and Rosie Get Laid)
- 1990: A Dangerous Man: Lawrence After Arabia (Fernsehfilm)
- 1992: The Big Battalions (Fernsehserie, 4 Folgen)
- 1993: Raumschiff Enterprise – Das nächste Jahrhundert (Star Trek: The Next Generation, Fernsehserie, Folge 6x16)
- 1993–1999: Star Trek: Deep Space Nine (Fernsehserie, 169 Folgen)
- 2000: Vertical Limit
- 2002: Die Herrschaft des Feuers (Reign of Fire)
- 2005: Königreich der Himmel (Kingdom of Heaven)
- 2005: Mit offenen Karten (Cards on the Table, Fernsehfilm)
- 2005: Syriana
- 2006: Hannibal – Der Albtraum Roms (Hannibal)
- 2006: Es begab sich aber zu der Zeit … (The Nativity Story)
- 2007: Die letzte Legion (The Last Legion)
- 2007: 24 (Fernsehserie, 7 Folgen)
- 2008: Doomsday – Tag der Rache (Doomsday)
- 2008: Merlin – Die neuen Abenteuer (Merlin, Fernsehserie, 1 Folge)
- 2009: Cairo Time
- 2009: Spion(e) (Espion(s))
- 2010: Robin Hood
- 2010: Kampf der Titanen (Clash of the Titans)
- 2011: Primeval – Rückkehr der Urzeitmonster (Primeval, Fernsehserie, 10 Folgen)
- 2010: Miral
- 2010: 4.3.2.1
- 2010: Strike Back (Miniserie, 2 Folgen)
- 2012: True Love (Miniserie, Folge 1x04)
- 2012: Entführt in Damaskus (Inescapable)
- 2013: Inside Wikileaks – Die fünfte Gewalt (The Fifth Estate)
- 2013: Atlantis (Fernsehserie, 8 Folgen)
- 2013–2015: Da Vinci’s Demons (Fernsehserie, 13 Folgen)
- 2015: Tut – Der größte Pharao aller Zeiten (Tut, Miniserie, 3 Folgen)
- 2015–2016: Game of Thrones (Fernsehserie, 5 Folgen)
- 2016: Peaky Blinders – Gangs of Birmingham (Peaky Blinders, Fernsehserie, 6 Episoden)
- 2017: Die Kennedys: After Camelot (Miniserie)
- 2017: Grenzenlos (Submergence)
- 2017–2018: Gotham (Fernsehserie, 13 Folgen)
- 2019: The Spy (Miniserie, 3 Folgen)
- 2019: 21 Bridges
- 2019: Deep State (Fernsehserie, 7 Folgen)
- 2020: Skylines
- 2021: Foundation (Fernsehserie, Folge 1x01)
- 2022: Shantaram (Fernsehserie)
- 2023: Deliver Us
- 2024: Star Trek: Lower Decks (Fernsehserie, 1 Folge, nur Stimme)

Computerspiele
- 1997: Titanic Explorer (Stimme)
- 2000: Star Trek: The Fallen (Stimme)